# Hildegart Rodríguez Carballeira
Pour les articles homonymes, voir Rodríguez, Carballeira et Vierge rouge.
Hildegart Rodríguez Carballeira, née à Madrid le 9 décembre 1914 et morte le 9 juin 1933 dans cette même ville, est une enfant prodige, militante féministe et socialiste du PSOE et de l’UGT dans son adolescence. Jeune avocate sous la République, spécialisée dans la défense des droits des femmes et considérée comme l'une des précurseures de la Révolution sexuelle, elle est assassinée par sa mère Aurora Rodríguez Carballeira en 1933.
Popularisée sous le nom de La Vierge Rouge, comme la française Louise Michel, dans la culture populaire contemporaine européenne, Hildegart Rodríguez Carballeira est l'objet, depuis la fin de la dictature franquiste, de plusieurs travaux de recherches universitaires, ainsi que des livres, des films et des pièces de théâtre.

## Enfance et famille
Hildegart est conçue à Ferrol, en Galice, par la militante socialiste Aurora Rodríguez Carballeira. Sa mère l'élève comme un modèle de « femme pour l'avenir ». Dès la grossesse, sa mère s'installe à Madrid, où Hildegart naît en 1914, au numéro 3 de la rue Juanelo.  
Sa mère Aurora pense que les enfants ne doivent pas être inscrits au registre des naissances ; ce qu'elle fait malgré tout, avec retard, le 29 avril suivant ; auparavant, le 23 mars, elle fait baptiser sa fille bien qu'elle soit une athée militante. 
Sur son extrait de naissance, l'enfant figure sous le nom complet d'Hildegart Leocadia Georgina Hermenegilda María del Pilar Rodríguez Carballeira, bien qu'elle n'ait jamais utilisé que le premier prénom. Jusqu'à l'âge de quatre ans, elle reçoit des visites de son père, jusqu'à ce qu'Aurora commence à trouver son influence néfaste et lui interdit de revenir. 
À trois ans, Hildegart, enfant prodige, sait déjà écrire, et à huit ans, elle parle six langues.
Hildegart est la cousine germaine d'un autre enfant prodige, le pianiste Pepito Arriola, connu comme le Mozart espagnol. Sa mère Aurora entretient une relation avec lui considérée aujourd'hui comme l'une des causes du destin d'Hildegart.

## La militante
Hildegart est encore très jeune quand elle commence à travailler activement au Parti socialiste espagnol (PSOE) et au syndicat de l'UGT, trouvant un appui dans la base, bien qu'elle soit considérée avec méfiance par les dirigeants qui essaient de la faire paraître en public le moins possible. La publication en 1932 d'une lettre au journal La Libertad, dans laquelle elle critique sévèrement une alliance possible du parti socialiste espagnol avec un candidat réactionnaire, provoque son expulsion. À la suite de cela, elle adhère au Parti Fédéral.

## La révolution sexuelle

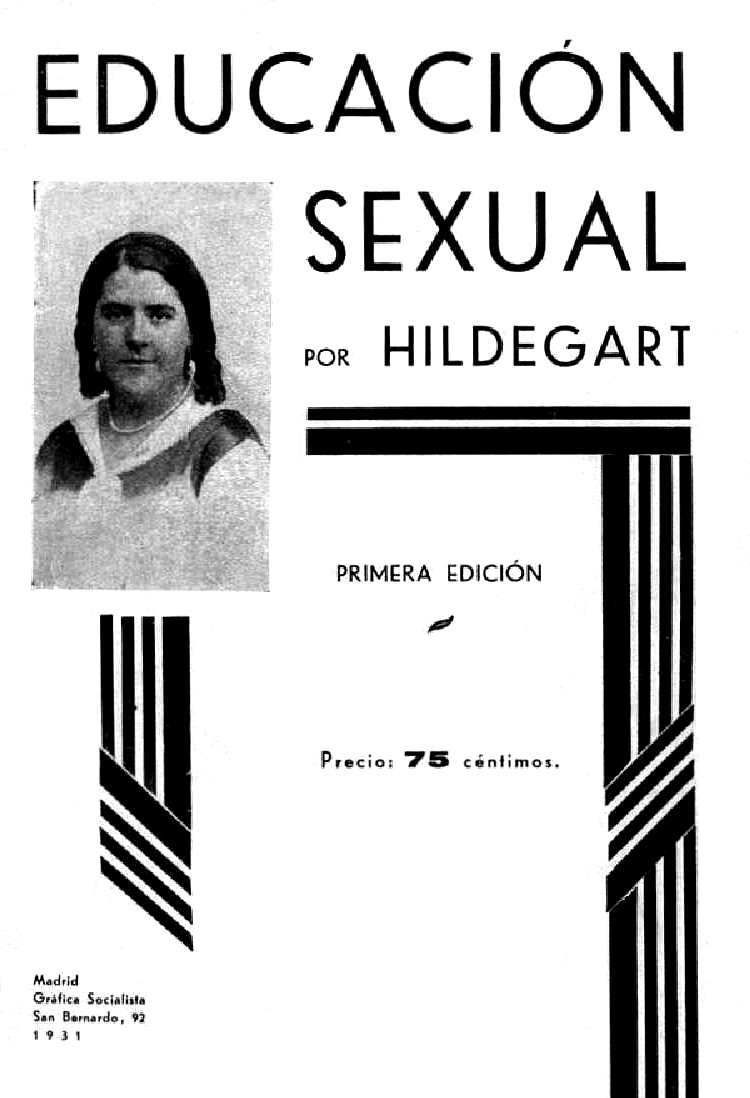
Educación Sexual d'Hildegart Rodríguez Carballeira. 1931.

Avocate de profession, Hildegart est l'une des personnes les plus actives de son temps du mouvement pour la réforme sexuelle en Espagne. Elle fait partie du réseau de l'avant-garde européenne à ce sujet, entretenant une correspondance avec Havelock Ellis, qu'elle traduit. Quand se fonde la Ligue espagnole pour la réforme sexuelle (branche espagnole de la ligue mondiale pour la réforme sexuelle), présidée par le docteur Gregorio Marañón, on la choisit sans hésitation comme secrétaire,,.
Elle publie de nombreux textes sous la République, notamment sur la sexologie, comme la monographie La Révolution sexuelle qui se vend à 8 000 exemplaires, seulement à Madrid, dans la première semaine qui suit sa publication, ce qui contribue de façon significative à sa notoriété. Elle entretient une correspondance avec des personnalités européennes de l'époque, entre autres H. G. Wells, qu'elle accompagne longuement quand il visite Madrid. L'intention qu'il avait de l'emmener à Londres comme secrétaire, supposait qu'elle se sépare de sa mère et développe son propre potentiel, ce qui, de fait, alimente la paranoïa d'Aurora qui voyait autour de sa fille une conspiration.

## L'assassinat par sa mère
La détérioration de sa relation avec sa mère devient profonde, surtout en raison de la paranoïa de cette dernière. Hildegart essaiera quelquefois de se séparer d'elle, à quoi sa mère répond par des menaces de suicide. Elle écrit un jour : « Le sculpteur détruit son œuvre, dès qu'il a découvert en elle la moindre imperfection ». Durant la nuit du 9 juin 1933, alors qu'Hildegart dort, sa mère la tue, lui tirant trois coups dans la tête et un autre au cœur. Elle est jugée, puis emprisonnée à la prison pour femmes de Ventas, dans le quartier de Salamanca de Madrid.

## Postérité
- Hildegart est inhumée au cimetière de La Almudena de Madrid[15].
- Ses archives sont conservées à l'Institut international d'histoire sociale d'Amsterdam[16].

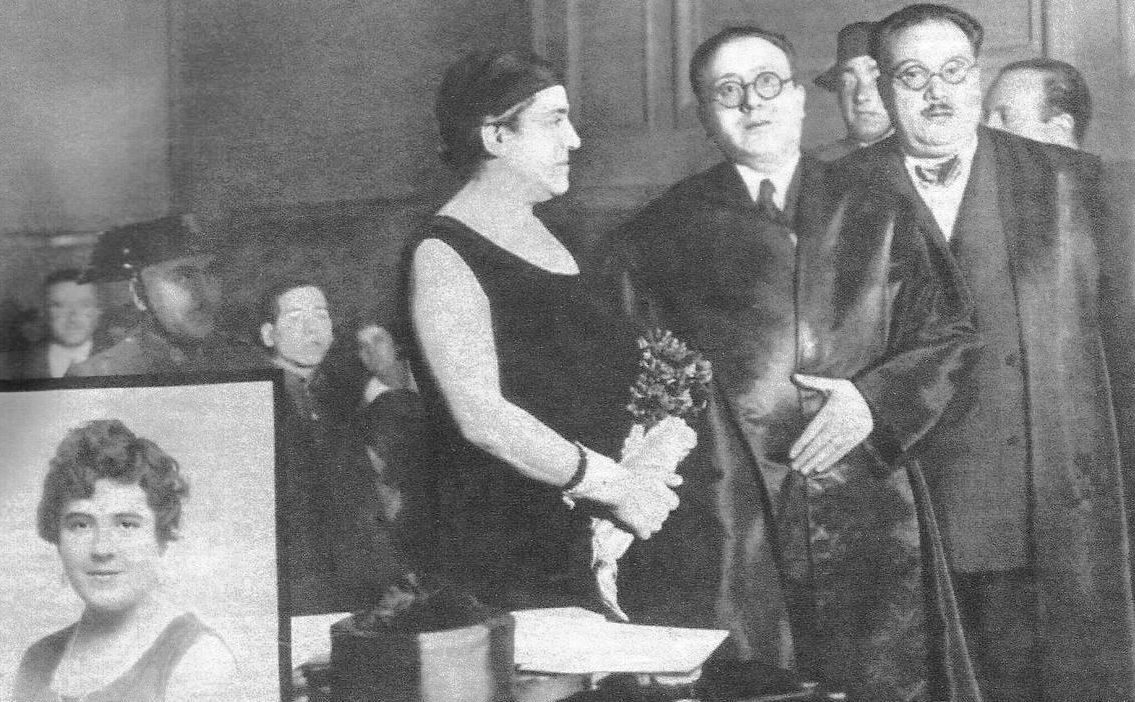
Le procès de la mère d'Hildegart (en portrait à gauche), 'Aurora Rodríguez Carballeira (1934).

## Ses écrits
- La rebeldía sexual de la juventud Madrid: Javier Morata 1931. Réédité avec un prologue de Eduardo de Guzmán. Editorial Anagrama, Barcelone, 1977. 262 pp.  (ISBN 84-339-1302-6)
- Profilaxis Anticoncepcional, Valence, 1931.
- Malthusimo y neomalthusismo, Madrid, 1932.
- ¿Se equivocó Marx?, Madrid, Edición Novela Proletaria, 1932.
- ¿Quo vadis, burguesía?, Madrid, Edición Novela Proletaria, 1932.
- El problema sexual tratado por una mujer española, Madrid, Ediciones Morata, pp.  (ISBN 84-7112-057-7)
- Métodos para evitar el embarazo. (Maternidad voluntaria),  Saragosse, Guara, p.  (ISBN 84-85303-04-0) Epuisé

## Œuvres inspirées par sa vie
- Aurora de sangre (Vida y muerte de Hildegart), livre d'Eduardo de Guzmán, 1972, Editorial Mundo Actual.
- Ma fille Hildegart (Mi hija Hildegart), film de Fernando Fernán Gómez, scénario de Rafael Azcona, 1977.
- Le mobile d'Aurora (Auroras Anlaß), livre d'Erich Hackl, 1987, adapté sur la scène de la Comédie-Française à Paris en 1989[17].
- La Vierge rouge, livre de Fernando Arrabal, Barcelone, Seix Barral, 1987[18], adapté au cinéma par Sheila Pye en 2011 avec Maribel Verdú dans le rôle d'Hildegart[19].
- La mère de Frankenstein, livre d'Almudena Grandes, Tusquets Editores, 2020[20].
- Hildegart ou La Vierge rouge, film de Paula Ortiz, sur un scénario de Clara Roquet (2024)[21]. Le rôle d'Hildegart est joué par Alba Planas et celui de sa mère Aurora par Najwa Nimri[22].